# バーニング・ブリッジズ
『バーニング・ブリッジズ』 (Burning Bridges) は、アメリカのロックバンド、ボン・ジョヴィの13枚目のスタジオ・アルバム。2015年8月21日に発売された。日本での販売、発売元はユニバーサル・ミュージック。新曲だけでなく、以前にリリースされていない未完成の曲で構成されている。
マーキュリーレコードによって2015年8月21日に世界中でリリースされた 

## 解説
前作『ホワット・アバウト・ナウ』からおよそ2年振りとなるスタジオ・アルバム。
ジョン・シャンクス (John Shanks) がプロデュースし、2013年に元ギタリストのリッチー・サンボラ (Richie Sambora) がバンドを去って以降最初にリリースされたアルバムである（「サタデイ・ナイト・ゲイヴ・ミー・サンデイ・モーニング」のみ、リッチーが作詞、作曲に関係している）。リードギターはシャンクスが担当している。
『バーニング・ブリッジズ』はマーキュリー・レコードからリリースされた最後のアルバムであり、レーベルとの32年間の関係の終わりを示している。ジョン・ボン・ジョヴィはこのアルバムを「ファンレコード」であるとしている。未完成曲、完成曲、シングルとしてリリースした曲などの新曲で構成されている。
この『バーニング・ブリッジズ』リリースの翌年2016年には、14番目のスタジオ・アルバムである『ディス・ハウス・イズ・ノット・フォー・セール』が11月4日にリリースされた。

## 背景
2014年11月18日にWMMR-FMラジオでのピエール・ロバートとのインタビューにおいて、ジョンは今後のアルバムのために曲を書き、2015年にレコーディングして2016年にリリースする予定であることを明かした。 また、ギタリストのリッチーがバンドを去ったことも明かし、「可能性は低いが、もしバンドに戻りたければその時は受け入れる」と述べた一方で、以下のようにも述べている。
「彼を復帰させるのは難しい。デヴィッドも、ティコもそう考えているだろう。彼を復帰させるのは俺達にとって大変なことなんだ」
2015年2月までは12曲の作詞作曲の初期段階で、それらの発想は新聞を読むことで得たとしている。2015年4月、ジョンはアーヴィング・アゾフと全ての管理契約を締結した。
「俺は生涯の32年間、レーベルにいた。そして俺はレーベルに一番長く在籍しているアーティストだ。けれども契約は決まったんだ。それはそれ、これはこれだ。」
また、別のインタビューではタイトル曲について
「これはとても的を射ていて、何が起こったのかを教えてくれる。起こったことを正確に説明しているから、歌詞を聞いてみてくれ。それだけだ。」
と、ジョンはそれぞれビルボードとのインタビュー上で発言した。 この『バーニング・ブリッジズ』はマーキュリー・レコードの提示した条件に納得出来なかったバンド側が、その契約を果たすためだけに制作したものであり、レーベルに対する不満の意思はタイトル、特にタイトル曲の歌詞に表れている。
ボン・ジョヴィの離脱について、マーキュリー・レコードの代表は「ジョンはロックンロールの象徴であり、商業的及び創造的な成功をもたらしてくれたことを誇りに思っている。」と述べている。
それまでのほとんどのボン・ジョヴィのアルバムにおいて、一曲は共同執筆、または制作曲のあったデスモンド・チャイルドの名が1985年リリースの『7800°ファーレンハイト』以来、初めてクレジットに掲載されていないアルバムでもある。

## 反響
オールミュージックのスティーヴン・トマス・アールワインは「『ファンアルバム』はあらゆる種類の音源だけでなく、簡潔でパワーバラードの多い収録曲に興味を持つファンをしっかり惹きつける」として、5つ星中1.5星をつけた。また、アズベリーパークプレスのクリス・ジョーダンは「この新アルバムは、ボーカル　ジョン・ボン・ジョヴィの怒りの輝きを備えている」として、前向きな評価をつけた。ミルウォーキー・ジャーナル・センチネルのジョン・M・ギルバートソンは「このアルバムでボン・ジョヴィは1980年代のヘアメタルから2015年の風潮にあうように成熟したことを示している」と述べ、ニューズデイなどはB−の評価をつけた。

## プロモーション
このアルバムには、2015年7月31日にリリースされた2つのシングル曲、「ウィー・ドント・ラン」と「サタデー・ナイト・ゲイヴ・ミー・サンデー・モーニング」が収録されている。「サタデー・ナイト・ゲイヴ・ミー・サンデー・モーニング」は2015年7月17日にHitradioÖ3で初公開された。この曲は元々『ザ・サークル』の制作時に書かれたがアウトテイクとなり、本アルバムに収録された。その3日後の2015年7月20日、ブラジルのラジオ局「Radio Rock」が「ウィー・ドント・ラン」を初公開し、リパブリック・レコードもこの曲を公式ウェブサイトでストリーミング配信した。「ウィー・ドント・ラン」はドラムンベースを駆使したロックソングである。
アルバムの先行予約は2015年7月31日から始まり、シングルとしてはリリースされていないが「ア・ティアドロップ・トゥ・ザ・シー」と「ブラインド・ラヴ」は同年8月7日にデジタルリリースされ、続いて「アイム・ユア・マン」が同年8月13日にデジタルリリースされた。そして全ての曲のlyric videoがBon JoviのYouTubeアカウントでリリースされた。

## 収録曲

### CD
| #   | タイトル                                                                                        | 作詞・作曲                                                                    | 時間 |
| --- | ----------------------------------------------------------------------------------------------- | ----------------------------------------------------------------------------- | ---- |
| 1.  | 「ア・ティアドロップ・トゥ・ザ・シー」(A Teardrop To the Sea)                                   | ジョン・ボン・ジョヴィ、フィル・X、ビリー・ファルコン                         | 5:08 |
| 2.  | 「ウィ・ドント・ラン」(We Don't Run)                                                            | ジョン・ボン・ジョヴィ、フィル・X、ジョン・シャンクス                         | 3:19 |
| 3.  | 「サタデー・ナイト・ゲイヴ・ミー・サンデー・モーニング」(Saturday Night Gave Me Sunday Morning) | ジョン・ボン・ジョヴィ、リッチー・サンボラ、ジョン・シャンクス                | 3:23 |
| 4.  | 「ウィ・オール・フォール・ダウン」(We All Fall Down)                                            | ジョン・ボン・ジョヴィ、フィル・X、ジョン・シャンクス                         | 4:04 |
| 5.  | 「ブラインド・ラヴ」(Blind Love)                                                                | ジョン・ボン・ジョヴィ、フィル・X                                             | 4:47 |
| 6.  | 「フー・ウッド・ユー・ダイ・フォー」(Who Would You Die For)                                     | ジョン・ボン・ジョヴィ、フィル・X、ビリー・ファルコン                         | 3:54 |
| 7.  | 「フィンガープリンツ」(Fingerprints)                                                            | ジョン・ボン・ジョヴィ、フィル・X、ビリー・ファルコン                         | 5:59 |
| 8.  | 「ライフ・イズ・ビューティフル」(Life Is Beautiful)                                             | ジョン・ボン・ジョヴィ、フィル・X、ビリー・ファルコン、クリス・デステファーノ | 3:22 |
| 9.  | 「アイム・ユア・マン」(I'm Your Man)                                                            | ジョン・ボン・ジョヴィ、フィル・X、ジョン・シャンクス                         | 3:44 |
| 10. | 「バーニング・ブリッジズ」(Burning Bridges)                                                     | ジョン・ボン・ジョヴィ、フィル・X                                             | 2:44 |
| 11. | 「テイク・バック・ザ・ナイト (日本盤ボーナストラック)」(Take Back The Night)                    |                                                                               | 3:43 |

## リリース履歴
| 領域     | 日付          | フォーマット        | ラベル                              | Ref。              |
| -------- | ------------- | ------------------- | ----------------------------------- | ------------------ |
| 世界的に | 2015年8月21日 | CD digital download | Mercury Island Virgin EMI Universal | [ 8 ] [ 9 ] [ 10 ] |